# Abdikation

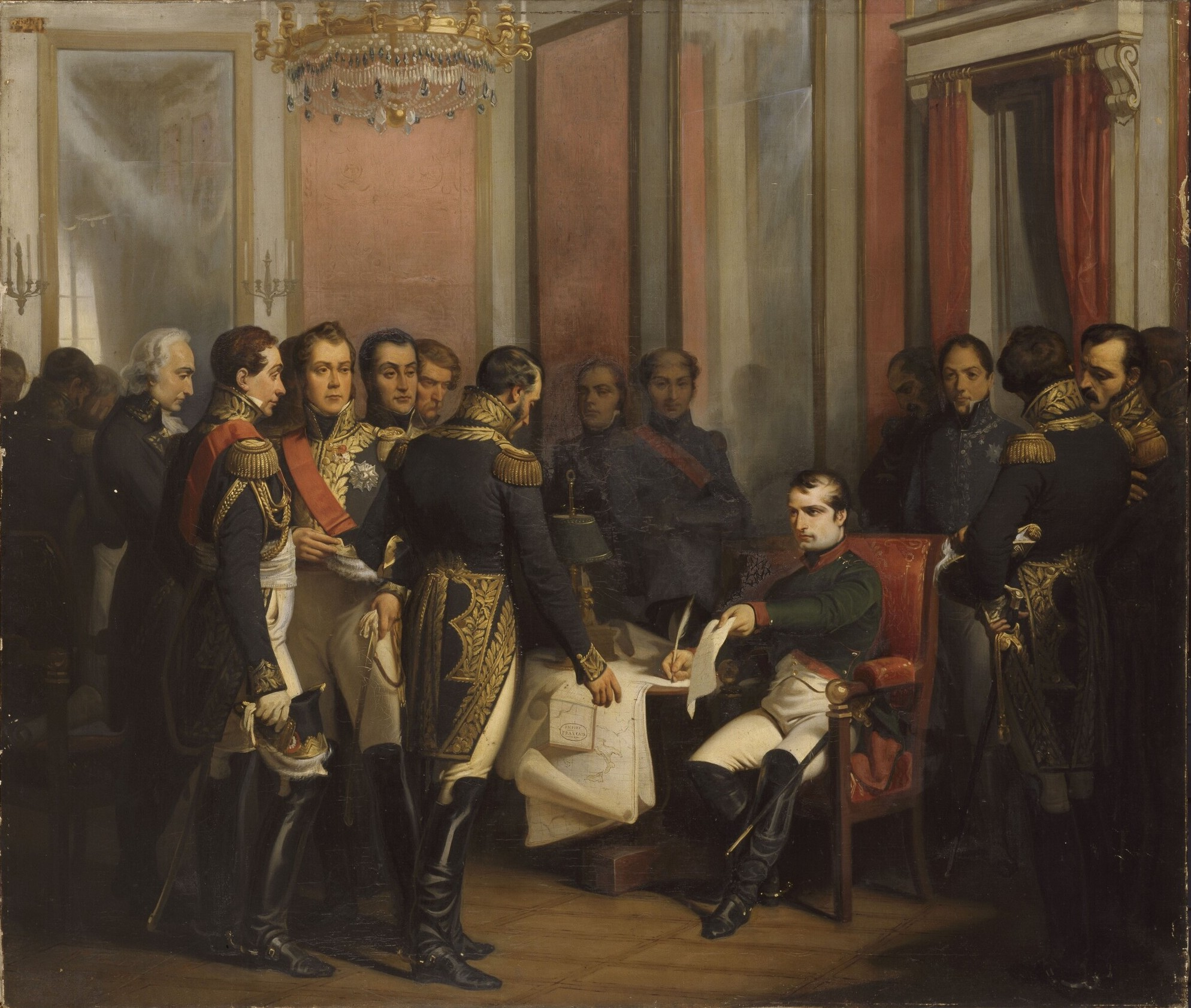
Die Abdikation Napoleons

Die Abdikation (von lateinisch abdicare ‚sich lossagen‘), auch Abdankung oder Renunziation genannt, ist der förmliche Verzicht auf ein öffentliches Amt durch den Inhaber, insbesondere der Thronverzicht eines Monarchen. Auch ein Thronprätendent kann in Hinblick auf seinen Thronanspruch abdanken, doch spricht man in diesem Fall von Verzicht.
In der europäischen Geschichte ist die Abdankung von Monarchen – im Gegensatz zur Antike – ein relativ häufiger Vorgang. Meist erfolgte sie unter Zwang durch feindliche Dynastien, den Thronfolger, Bürgerkriege oder (seit dem 19. Jahrhundert) durch Revolutionen.
In Luxemburg und den Niederlanden ist die Abdikation des Monarchen zur Tradition geworden. Der niederländische Monarch gab mit der Abdankung von Königin Beatrix seit der Abdankung Königin Wilhelminas im Jahre 1948 zum dritten Mal in Folge zu Lebzeiten die Königswürde an den Sohn oder die Tochter weiter. Auch Großherzogin Charlotte und Großherzog Jean dankten schon mehrere Jahrzehnte vor ihrem Tod ab. Anders als in Luxemburg und den Niederlanden kamen Abdankungen aus Altersgründen in anderen europäischen Monarchien, wie z. B.  Belgien oder Dänemark erstmals 2013 bzw. 2024 vor.
Der abdankende Monarch verzichtet entweder nur für sich selbst, wie Prajadhipok von Thailand 1934, oder auch für seine von der direkten Erbfolge nicht betroffenen Abkömmlinge auf das Amt des Staatsoberhauptes.

## Abdikation versus Abdankung
Während der Begriff der Abdikation in der Geschichts- und Politikwissenschaft eine fest umrissene, formale Bedeutung hat, wird im allgemeinen Sprachgebrauch das Wort Abdankung wesentlich häufiger verwendet – und heute oft in übertragenem Sinn.
Man spricht von der Abdankung eines Trainers, der sein (zivilrechtlich privates) Amt niederlegt, ebenso wie davon, jemand habe durch sein Verhalten von einer ihm vorher zugeschriebenen führenden Rolle abgedankt.
Wenn in der Politik eine Abdankung oder ein Amtsverzicht nicht auf äußeren Druck erfolgt, sondern aus moralischen Gründen oder durch Scheitern beim Durchsetzen von Ideen, wird ein solcher Rücktritt heute oft als ehrenhaft und mutig empfunden. Bei der früher üblichen Abdikation von Königen und Fürsten war dies eher selten. Ein Beispiel für eine ehrenhafte Abdankung war Heinrich Dusemer, der im Jahre 1350 als Hochmeister des Deutschen Ordens abdankte.

## Streitfragen
Eine wichtige Streitfrage war einst die Zulässigkeit der Abdikation, wie beim amtsmüden Papst Coelestin V. 1294, bei Königin Christina von Schweden 1654 oder bei Eduard VIII. von Großbritannien 1936.
Andere Fragen traten bei der Abdankung von Monarchen auf äußeren Druck (z. B. durch ein Parlament) auf. So erwog Wilhelm I. 1862 wegen Ablehnung seines Militäretats im preußischen Verfassungskonflikt, zugunsten seines Sohnes abzudanken. Kronprinz Friedrich Wilhelm äußerte jedoch schwere Bedenken: Ein Monarch, der wegen eines Parlamentsbeschlusses abdanke, schaffe einen unerwünschten Präzedenzfall und erschwere die Herrschaft seines Nachfolgers.
Auch Jean-Jacques Burlamaqui hielt die Abdankung eines Monarchen prinzipiell für unwürdig.
In einigen deutschen Fürstentümern erstreckte sich der Begriff der Abdikation im Verlauf der frühen Neuzeit nach zeitgenössischer staatsrechtlicher Auffassung (vgl. Julius Bernhard von Rohr, Friedrich Karl von Moser) auch auf das Ende einer Regentschaft, wie etwa in Hessen.

## Umwälzende Abdankungen in Europa
Die vermutlich umfangreichste Abdankung aller Zeiten fand im November 1918 in Deutschland statt, als Kaiser Wilhelm II., der Kronprinz und – mit Ausnahme des Großherzogs von Hessen, des Königs von Bayern und des Fürsten zu Waldeck-Pyrmont – sämtliche Fürsten der deutschen Teilstaaten abdankten. Beim Kaiser selbst nahm sein letzter Reichskanzler, Max von Baden, die Entscheidung des Monarchen vorweg und informierte die Öffentlichkeit; die formelle Urkunde unterschrieb Wilhelm II. erst drei Wochen später, als die Republik längst ausgerufen war.
In Österreich legte 1848 der kranke und wenig entschlussfreudige Kaiser Ferdinand I. nach der Revolution dieses Jahres auf Anraten seiner Verwandten zu Gunsten seines 18-jährigen Neffen Franz Joseph I. die Regierung nieder, behielt aber seinen persönlichen Kaisertitel. Kaiser Karl I. von Österreich dankte 1918 nicht ab, sondern erklärte lediglich seinen „Verzicht auf jeden Anteil an den Staatsgeschäften“. Der staatsrechtliche Effekt war der gleiche; am Folgetag wurde in Deutschösterreich die Republik ausgerufen.
Ein Beispiel für die Verzichtserklärung eines Thronprätendenten ist diejenige Otto von Habsburgs 1961, um nach Österreich einreisen zu können. Die  Einreiseerlaubnis erhielt er erst fünf Jahre später.

## Historisch bedeutsame Abdankungen

### Abdankung von Monarchen
- 0220: Han Xiandi, letzter Kaiser der chinesischen Han-Dynastie
- 0305: Diokletian, einziger römischer Kaiser, der freiwillig aus dem Amt schied
- 0305: Maximian, gemeinsam mit Diokletian als Kaiser zurückgetreten (kurzzeitig)
- 0626: Tang Gaozu (China), zugunsten seines Sohnes Li Shimin
- 0791: Bermudo I. (Asturien), nach der Niederlage gegen die Mauren
- 0855: Lothar I. (Frankenreich), zur Teilung des Reichs unter seinen drei Söhnen
- 1059: Isaak I. (Byzanz), aufgrund einer Krankheit
- 1087: Shirakawa (Japan), wurde buddhistischer Mönch, blieb aber Mitregent seines Nachfolgers Horikawa
- 1105: Heinrich IV. (Heiliges Römisches Reich), erzwungen durch seinen Sohn Heinrich V.
- 1123: Toba (Japan), ähnlich wie sein oben genannter Großvater Shirakawa
- 1126: Song Huizong (China), zugunsten seines Sohnes Qinzong
- 1146: Erik III. (Dänemark), wegen Eintritt in ein Kloster
- 1166: Gottfried II. (Bretagne), auf Druck von König Heinrich II.
- 1192: Orio Mastropiero, Doge von Venedig, um Komplikationen mit Pisa und Genua abzuwenden
- 1296: John Balliol (Schottland) nach der Niederlage gegen die Engländer in der Schlacht bei Dunbar
- 1308: An-Nasir, Sultan von Ägypten, zog sich auf der Suche nach Verbündeten an den Jordan zurück
- 1327: Eduard II. (England), als schwacher König in Gefangenschaft zur Abdankung gezwungen
- 1328: Andronikos II. (Byzanz), gezwungen durch seinen Enkel Andronikos III.
- 1392: Go-Kameyama (Japan) zugunsten des Gegenkaisers Go-Komatsu
- 1512: Bayezid II. (Osmanisches Reich) dankte kurz vor seinem Tod zugunsten seines Sohnes Selim I. ab
- 1555/56: Karl V. (Heiliges Römisches Reich), verzichtete auf den spanischen Thron und die römisch-deutsche Kaiserwürde
- 1567: Maria Stuart (Schottland) zugunsten ihres Sohnes Jakob VI.
- 1597: Wilhelm V. (Bayern), nach einer schrittweisen Übergabe an seinen Sohn Maximilian
- 1629: Go-Mizunoo (Japan), zugunsten seiner Tochter Meishō
- 1654: Christina (Schweden), konvertierte gegen den Willen des Reichsrates zum katholischen Glauben
- 1668: Johann II. Kasimir (Polen-Litauen), verlor den Kampf gegen seine innenpolitischen Gegner
- 1688/89: Jakob II. (England), floh unter dem Druck des Parlaments und seines Schwiegersohns Wilhelm III. gegen den Katholizismus
- 1706: Iyasu I., heiliggesprochener Negus von Äthiopien, Rückzug in den Ruhestand
- 1724: Philipp V. (Spanien), zugunsten seines Sohnes Ludwig I.
- 1730: Viktor Amadeus II., Herzog von Savoyen und König von Sardinien, Rückzug in den Ruhestand
- 1791: Alexander von Brandenburg-Ansbach-Bayreuth zugunsten Preußens
- 1795: Stanislaus II. August Poniatowski (Polen-Litauen), nach der dritten Teilung Polens
- 1796: Qianlong (China), zugunsten seines Sohnes Jiaqing
- 1802: Karl Emanuel IV. (Savoyen), nach dem Tod seiner Frau, zugunsten seines Bruders Viktor Emanuel I.
- 1808: Karl IV. (Spanien), nach einem Aufstand, zugunsten seines Sohnes Ferdinand VII.
- 1810: Louis Bonaparte, König von Holland und Bruder Napoleons, aufgrund der Annexion durch Frankreich
- 1814/15: Napoleon (Frankreich), nach militärischen Niederlagen Thronverzicht als Kaiser der Franzosen
- 1824: Viktor Emanuel I., zugunsten seines Bruders Karl Felix
- 1830: Karl X. (Frankreich), Thronverzicht unter dem Druck der Julirevolution
- 1848: Ferdinand I. (Österreich), zugunsten seines Neffen Franz Joseph
- 1848: Ludwig I. (Bayern), zugunsten seines Sohnes Maximilian
- 1849: Karl Anton (Hohenzollern), dankte als Landesfürst zugunsten von Preußen ab
- 1849: Karl Albert, zugunsten seines Sohnes Viktor Emanuel II.
- 1858: Aleksandar Karađorđević (Serbien), zugunsten der Dynastie Obrenovic
- 1866: Alexandru Ioan Cuza, nach einem Militärputsch[5]
- 1873: Amadeus I. (Spanien), ging aus Unmut über die politischen Zustände ins Exil
- 1886: Alexander I. (Bulgarien), fiel einem Putsch prorussischer Offiziere zum Opfer
- 1889: Milan I. (Serbien), zugunsten seines Sohns Aleksandar Obrenovic
- 1895: Lili'uokalani, letzte Königin von Hawaii, dankte zwei Jahre nach der Absetzung in Gefangenschaft ab
- 1907: Thành Thái (Vietnam), von den Franzosen für geisteskrank erklärt und zur Abdankung gezwungen
- 1910: Sunjong, letzter Kaiser von Korea, von den Japanern gezwungen
- 1912: Puyi, letzter Kaiser von China, wegen eines Wohlwollenden Vertrags mit der Republik China
- 1917: Nikolaus II. (Russland), letzter Zar, Thronverzicht unter dem Druck der Februarrevolution
- 1918: Wilhelm II. (Deutsches Reich), nachdem am 9. November der Reichskanzler Max von Baden eigenmächtig der Presse bekannt gegeben hatte, er habe „sich entschlossen, dem Throne zu entsagen“, dankte er am 28. November formal als König von Preußen und Deutscher Kaiser ab
- 1918: Die deutschen Bundesfürsten dankten infolge der Novemberrevolution ab.
  - 08. November: Herzog Ernst August von Braunschweig
  - 09. November: Großherzog Wilhelm Ernst von Sachsen-Weimar-Eisenach
  - 10. November: Herzog Bernhard III. von Sachsen-Meiningen
  - 11. November: Großherzog Friedrich August von Oldenburg, Fürst Heinrich XXVII. von Reuß-Gera und Fürst Heinrich XXIV. von Reuß-Greiz
  - 12. November: Herzog Joachim Ernst von Anhalt und Fürst Leopold IV. von Lippe
  - 13. November: König Friedrich August III. von Sachsen, Herzog Ernst II. von Sachsen-Altenburg und Herzog Carl Eduard von Sachsen-Coburg und Gotha
  - 14. November: Großherzog Friedrich Franz IV. von Mecklenburg
  - 15. November: Fürst Adolf II. von Schaumburg-Lippe
  - 22. November: Großherzog Friedrich II. von Baden
  - 23. und 25. November: Fürst Günther Victor von Schwarzburg
  - 30. November: König Wilhelm II. von Württemberg
  - Ohne eigene formale Abdankungserklärung abgesetzte deutsche Monarchen waren König Ludwig III. von Bayern (lediglich Anifer Erklärung vom 13. November), Großherzog Ernst Ludwig von Hessen-Darmstadt und Fürst Friedrich von Waldeck-Pyrmont.
- 1919: Maria-Adelheid (Luxemburg), zugunsten ihrer Schwester Charlotte
- 1935: Prajadhipok (Siam), wegen Unzufriedenheit mit der neugebildeten Regierung
- 1936: Eduard VIII. (Großbritannien), wegen seiner Beziehung zur geschiedenen US-Amerikanerin Wallis Simpson
- 1941: Reza Schah Pahlavi (Iran), aufgrund der anglo-sowjetischen Invasion, zugunsten seines Sohnes Mohammad Reza
- 1945: Bao Dai, letzter Kaiser von Vietnam, wegen seiner Beziehungen zur japanischen Besatzungsmacht
- 1946: Viktor Emanuel III. (Italien), zugunsten seines Sohnes Umberto
- 1947: Michael I. (Rumänien), letzter König Rumäniens, auf Druck der kommunistischen Regierung
- 1948: Wilhelmina (Niederlande), aus Altersgründen zugunsten ihrer Tochter Juliana
- 1951: Leopold III. (Belgien), zugunsten seines Sohnes Baudouin
- 1952: Faruq (Ägypten), zugunsten seines Sohnes Fu'ād II.
- 1964: Saud ibn Abd al-Aziz (Saudi-Arabien), ging auf Drängen der Familie ins Exil
- 1964: Charlotte (Luxemburg), aus Altersgründen zugunsten ihres Sohnes Jean
- 1967: Omar Ali Saifuddin III. (Brunei), zugunsten seines Sohnes Hassanal Bolkiah
- 1980: Juliana (Niederlande), aus Altersgründen zugunsten ihrer Tochter Beatrix
- 2000: Jean (Luxemburg), aus Altersgründen zugunsten seines Sohnes Henri
- 2004: Norodom Sihanouk (Kambodscha), zugunsten seines Sohnes Norodom Sihamoni
- 2006: Jigme Singye Wangchuck (Bhutan), zugunsten seines Sohnes Jigme Khesar Namgyel Wangchuck
- 2013: Beatrix (Niederlande), zugunsten ihres Sohnes Willem-Alexander
- 2013: Albert II. (Belgien), aus Altersgründen zugunsten seines Sohnes Philippe (Belgien)
- 2014: Juan Carlos I., zugunsten seines Sohnes Felipe VI.
- 2019: Akihito, zugunsten seines Sohnes Naruhito
- 2024: Margrethe II., zugunsten ihres Sohnes Frederik X.

### Abdankung von Thronprätendenten
- 1860: Carlos Luis de Borbón, von Karlisten als Karl V. von Spanien gezählt
- 1961: Otto von Habsburg, unterzeichnete eine Verzichtserklärung gegenüber der Republik Österreich

### Abdankung von Päpsten
- 0235: Pontianus, im Exil und dort in ein Bergwerk eingesperrt
- 1294: Coelestin V., hatte den Wunsch, wieder als Einsiedler zu leben
- 1415: Gregor XII., um eine neue Papstwahl auf dem Konzil von Konstanz zu ermöglichen
- 2013: Benedikt XVI., aus Altersgründen

## Einzelbelege
1. ↑  Nächster Royal will abdanken – aber das Datum hält er geheim. 17. April 2024, abgerufen am 26. April 2024.
2. ↑  Viktor Cathrein SJ: Moralphilosophie. Eine wissenschaftliche Darlegung der sittlichen, einschließlich der rechtlichen Ordnung. 2 Bände, 5., neu durchgearbeitete Auflage. Herder, Freiburg im Breisgau 1911, Band 2, S. 692 f. (Abdankung).
3. ↑  Pauline Puppel: Die Regentin: Vormundschaftliche Herrschaft in Hessen 1500–1700, (überarbeitete Version Phil. Diss. Universität Kassel 2002/03) Campus Verlag: Kassel 2004, ISBN 978-3-593-37480-2, S. 135 ff.
4. ↑  Der Spiegel 29/1961; spiegel.de: Einmarsch verschoben.
Nach der Nationalratswahl am 6. März 1966 endete Österreichs schwarz-rote (= große) Koalition. Die Österreichische Volkspartei (ÖVP) gab ihm sechs Wochen nach der Machtübernahme, worum Otto jahrelang vergebens prozessiert hatte: einen auch für Österreich gültigen Reisepass.
5. ↑  Vasile Stoica: The Roumanian Question: The Roumanians and their Lands. Pittsburgh Printing Company, Pittsburgh 1919, S. 70 (wdl.org).